# Cristianesimo e induismo
Il cristianesimo e l'induismo, pur essendo religioni molto diverse, nate e sviluppatesi in contesti culturali estremamente differenti e in luoghi geograficamente molto distanti, dopo essere entrati in contatto hanno visto svariati tentativi per coniugare le due fedi ed evidenziare un'unità di fondo, che collegasse la cultura occidentale con quella orientale, al di là delle divergenze esteriori.

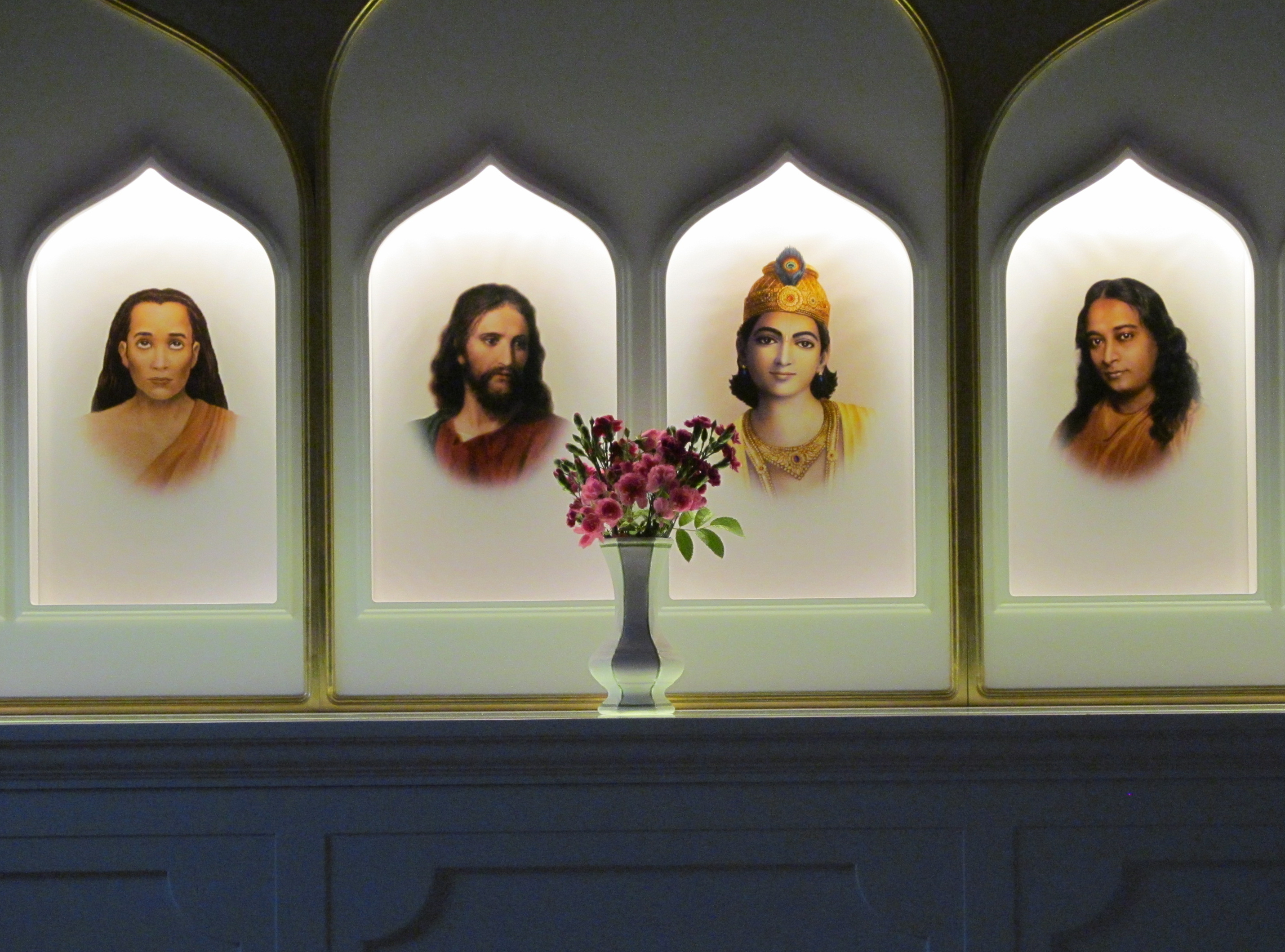
Altare della Self-Realization Fellowship a Langerringen nei pressi di Augusta (Germania), con le immagini dei capostipiti della linea spirituale su cui questa si fonda, tra cui Gesù Cristo e il Signore Krishna.

## Origini delle relazioni tra cristianesimo e induismo
Il cristianesimo e l'induismo entrarono quasi subito in relazione, a seguito delle missioni della Chiesa ortodossa siriaca presso le comunità ebraiche dell'India.
La chiesa malankarese (da Malankara, com'era chiamato anticamente il Kerala) affonda le radici nella grande espansione missionaria della Chiesa ortodossa siriaca e fa risalire la propria origine alla predicazione dell'apostolo Tommaso che, dopo aver fondato la prima comunità cristiana in Mesopotamia, nell'anno 52 d.C. arrivò via mare in India. Secondo la tradizione, l'apostolo sbarcò a Muziris (oggi Kodungallur), che era all'epoca il porto importante in cui giungevano regolarmente dall'Occidente molte navi commerciali. Si era insediata nella città una fiorente comunità ebraica. Tommaso iniziò a predicare il cristianesimo presso di loro. Dopo gli ebrei, furono convertiti alla nuova fede molti indiani, la maggior parte dei quali apparteneva alle caste superiori; ciò aiutò San Tommaso a proseguire l'opera di evangelizzazione verso la popolazione senza incontrare ulteriori ostacoli. Anche i primi sacerdoti provennero in gran parte dalle famiglie altolocate. La tradizione riferisce che le città del Kerala in cui San Tommaso fondò una comunità cristiana furono: Maliankara (oggi Malankara Dam), Kottaikkavu, Niranam, Kollam e Gokamangalam (oggi Kothamangalam).

Sia gli ebrei che gli indiani convertiti furono inizialmente chiamati «Cristiani di San Tommaso» oppure, dalla città natale di Gesù, Nazaret, «Nazareni» (in lingua locale, Nazrani mahâpilla, «grandi figli nazareni», un titolo che li accomuna agli ebrei).

## Posizioni dell'induismo
Non esistendo nell'induismo una struttura unitaria e centralizzata, i movimenti religiosi di tale matrice hanno posizioni variegate riguardo alla figura di Gesù.

### Mahatma Gandhi

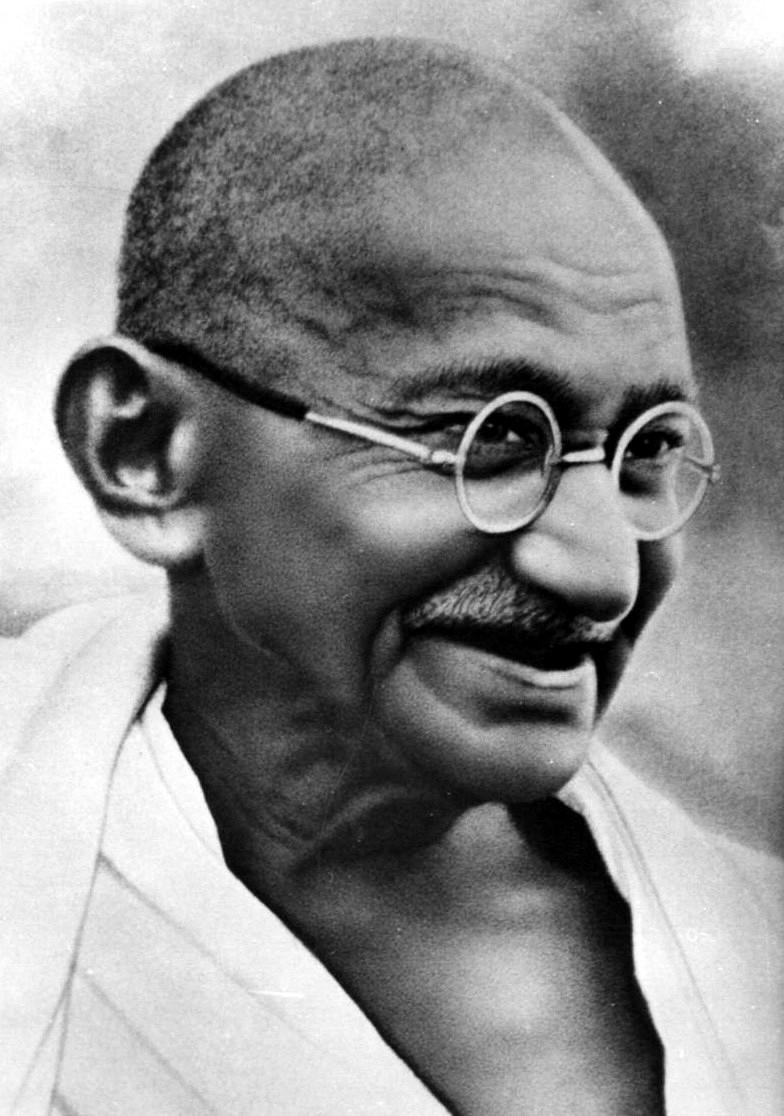
Gandhi

Un esempio fu il Mahatma Gandhi, che nel mettere in pratica la filosofia induista della ahimsa (non-violenza), fu ispirato anche dal Nuovo Testamento, in particolare dal discorso della montagna:
(Gandhi, Buddismo, Cristianesimo, Islamismo, Newton Compton, Roma 1993, pp. 52-54)
(Mohandas Karamchand Gandhi)

### Paramahansa Yogananda
Un altro esempio molto famoso è il guru Paramahansa Yogananda (1893-1952), maestro spirituale indiano che visse la maggior parte della propria vita in America, integrando l'insegnamento del Kriyā Yoga al messaggio di Gesù Cristo.
Paramahansa Yogananda riteneva Gesù la reincarnazione di Eliseo, e sosteneva fosse discepolo di Giovanni Battista – il quale era una reincarnazione di Elia.
Nel 1920 fondò un'organizzazione cui diede il nome di Self-Realization Fellowship dedicata, oltre all'insegnamento della scienza del Kriya Yoga, a «promuovere la comprensione culturale e spirituale tra l'Oriente e l'Occidente e lo scambio delle reciproche caratteristiche migliori».
In molte sue conferenze e lezioni (tutt'oggi disponibili e raccolte in alcuni testi facilmente reperibili o che è possibile richiedere alla SRF), Yogananda faceva riferimento agli insegnamenti di Gesù Cristo e Bhagavan Krishna mostrandone i valori comuni al di là delle differenze più esteriori.

### Ramakrishna

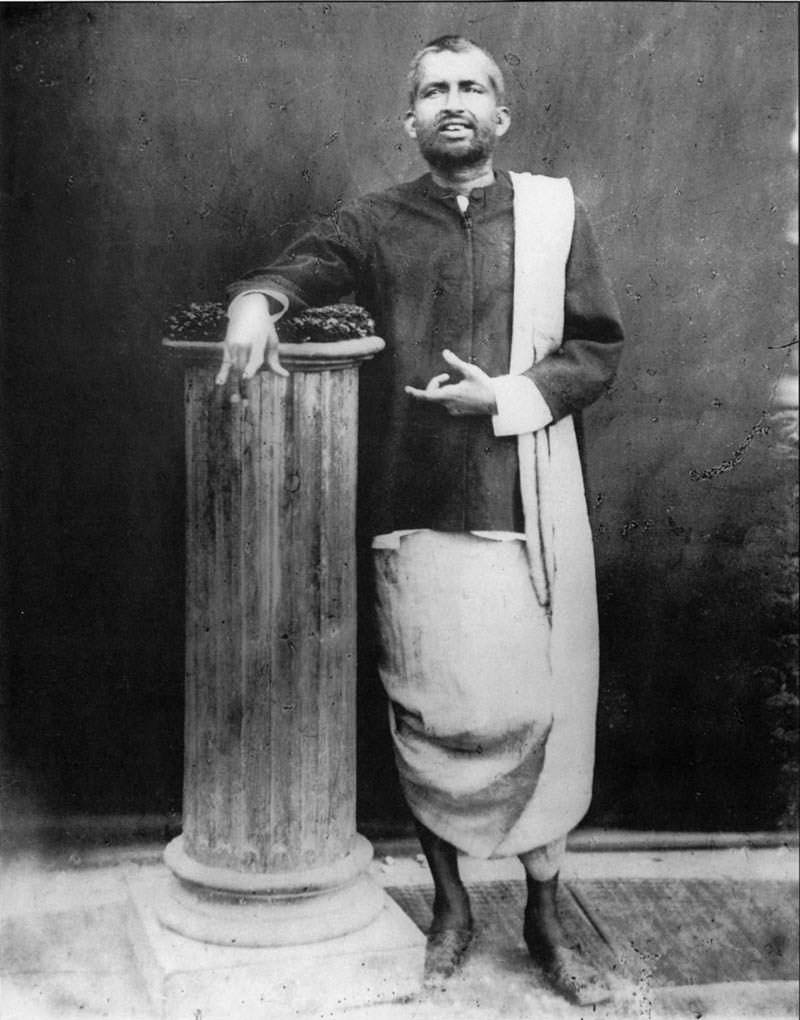
Ramakhrishna

Il guru Ramakrishna (1836-1886) credeva che Gesù fosse un'incarnazione di Dio – come anche Buddha e Krishna.

### Vaishnavismo
Il culto Hare Kṛṣṇa, una corrente devozionale vaishnavista, presenta numerosi punti in comune con la dottrina cristiana, specie per quanto riguarda la natura dell'individualità, e di conseguenza del rapporto tra l'anima individuale e di Dio.
Ci sono stati alcuni contatti e incontri formali tra esponenti delle due religioni, i quali si sono confrontati principalmente sul quinto comandamento biblico (ossia non uccidere) e sul vegetarismo, un tema molto importante per gli Hare Kṛṣṇa e la fede vaishnava in generale.

## Posizioni del cristianesimo
Precursori della reciproca comprensione tra cristianesimo e induismo nel XX secolo sono stati il monaco Jules Monchanin (Swami Paramarubiananda, 1895-1957), il monaco benedettino Henri Le Saux (Swami Abhishiktananda, 1910-1973), che fondarono l'ashram Saccidananda, e il benedettino inglese Bede Griffiths (Swami Dayananda, 1906-1993). La loro riflessione teologica va nella direzione della possibilità di essere insieme cristiani e indù, superando il dualismo attraverso l'intuizione advaita.

### Nostra Aetate
Il documento Nostra Aetate del Concilio Vaticano II, occupandosi della relazione tra cristianesimo e altre religioni, descrive induismo e buddhismo come vie "per superare l'inquietudine del cuore umano". Più precisamente, si apprezza nel buddhismo la ricerca della suprema illuminazione liberandosi dalla realtà terrena, e nell'induismo la ricerca dell'Assoluto attraverso la vita ascetica, la meditazione, e il rifugio in Dio con amore e confidenza.
Si puntualizza che "La Chiesa cattolica nulla rigetta di quanto è vero e santo in queste religioni", pur ribadendo le molte differenze con quanto essa crede e propone; si esplicita quindi il pieno rispetto verso tali religioni.

### Giovanni Paolo II

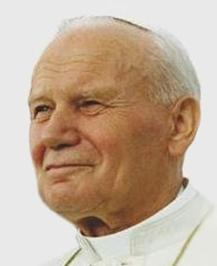
Giovanni Paolo II

Giovanni Paolo II (papa della Chiesa cattolica dal 16 ottobre 1978 al 2 aprile 2005), che nel corso del suo pontificato operò intensamente a favore del dialogo interreligioso, ha più volte espresso apprezzamenti per i valori spirituali induisti, tra cui la meditazione, l'ascetismo, l'autopurificazione, la devozione, l'amore, la comprensione verso tutti:
(Dal discorso di Giovanni Paolo II dall'auditorium di "Radio Veritas" Asia, 21 febbraio 1981.)

### Madre Teresa di Calcutta

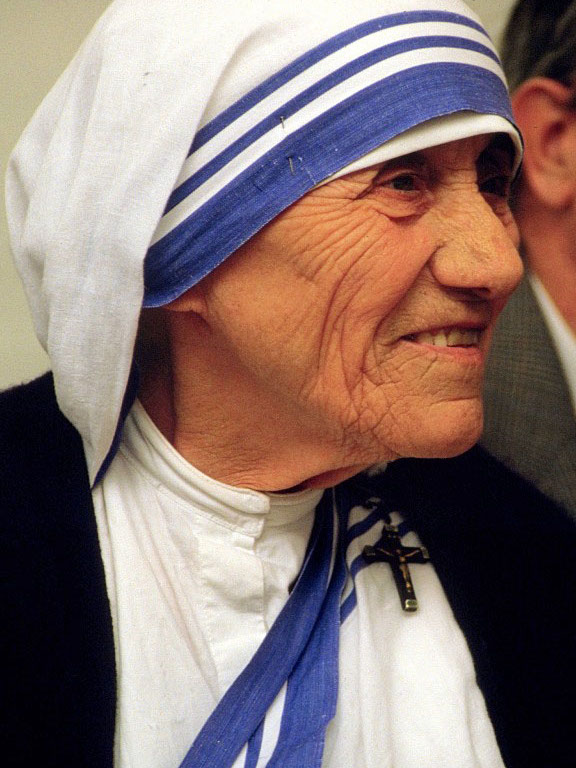
Madre Teresa di Calcutta

Madre Teresa di Calcutta (1910 - 1997, premio Nobel per la pace nel 1979 e dichiarata beata nel 2003) è stata senza dubbio uno dei personaggi più importanti nel rapporto tra cristianesimo e induismo. Religiosa cattolica albanese, trascorse la maggior parte della sua vita a Calcutta, in India, svolgendo attività missionaria a favore della popolazione più povera.
La sua mistica è stata più volte considerata una sintesi tra quella occidentale, essendo di formazione cristiana, e quella orientale, ossia l'induismo, contesto religioso in cui da sempre operava.

### Raimon Panikkar
Raimon Panikkar (1918-2010), teologo e sacerdote spagnolo di padre indiano, a 36 anni si reca in missione apostolica in India. L'incontro e la conoscenza di induismo e buddhismo cambiano il suo atteggiamento, senza modificare il suo cristianesimo:
I suoi testi fondamentali sono The Unknown Christ of Hinduism (1964) e Maya e Apocalisse. L'incontro dell'induismo e del cristianesimo (1966).